# Saint-Marc-du-Cor

Saint-Marc-du-Cor este o comună în departamentul Loir-et-Cher, Franța. În 1 ianuarie 2022 avea o populație de 183 de locuitori.